# Regina Flannery
Regina Flannery Herzfeld (décembre 1904 - 26 novembre 2004) est une anthropologue américaine. Elle a été professeur d'anthropologie à l'université catholique d'Amérique de 1935 à 1971 et rédactrice en chef de la revue Anthropological Quarterly de 1949 à 1963.

## Jeunesse et formation
Regina Flannery est née à Washington, DC. Elle est la fille de Martin Markham Flannery et de Regina Fowler Flannery. Elle fréquente un lycée catholique et est diplômée du Trinity College de Washington, DC. Elle obtient une maîtrise en anthropologie de l'université catholique d'Amérique en 1931 et y termine ses études doctorales en 1938.

## Carrière
En 1935, Flannery est la première laïque à rejoindre la faculté de l'AUC. Elle y était professeur d'anthropologie et professeur titulaire de 1953 jusqu'à sa retraite en 1971. Elle est présidente du département d'anthropologie de 1953 à 1969, et est la première femme à être cheffe de département à l'AUC,,.
Les recherches de Flannery portent sur les cultures cries, atsinas , innues et mesacleros. Elle s'intéresse particulièrement au mariage et aux coutumes sociales affectant la vie des femmes et des enfants,. Elle est rédactrice en chef d' Anthropological Quarterly de 1949 à 1963. Elle est présidente de l'Anthropology Society of Washington et secrétaire de l'American Anthropological Association.
Flannery publie des dizaines d'articles scientifiques dans des revues universitaires, notamment Anthropological Quarterly, ,, Journal of Educational Sociology, Southwestern Journal of Anthropology, Journal of American Folklore, Anthropos, Anthropologie arctique,, et Anthropologica.

## Vie privée
Regina Flannery épouse le physicien Viennois Karl Herzfeld en 1938. Son mari décède en 1978. Elle décède en 2004, à Washington, peu avant son 100e anniversaire. L'université catholique d'Amérique organise un symposium annuel Regina Flannery Herzfeld en sa mémoire. Certains de ses articles, y compris des notes de terrain, sont conservés aux archives de l'AUC. Elle est la tante du scientifique et chercheur Charles M. Herzfeld.